# Autoritratto con la moglie
L'opera raffigurante un autoritratto con la moglie dell'artista Giuseppe Baldrighi è un dipinto ad olio su tela (160 x 125 cm) eseguito attorno al 1757 e conservato presso la Galleria nazionale di Parma.

## Descrizione
Il dipinto mette in scena un colloquio domestico nello studio di Baldrighi, ritraendo l'artista e sua moglie, Adelaide Nougot. L'opera è anche carica di oggetti inseriti con intenti simbolici. Giuseppe Baldrighi si ritrae vestito di una elegante zimarra da camera a fianco della giovane e dotta moglie americana Adelaide in posa in primo piano, pronta per essere a sua volta oggetto di un ritratto appena abbozzato sulla tela alle spalle dell'artista. Il taciturno dialogo del gatto con il cardellino può testimoniare l'amore del pittore per gli animali. Sullo sfondo del quadro si intravede anche un dipinto mitologico raffigurante Ercole e Caco, forse una prova accademica molto simile all'opera “Ecole che libera Prometeo”, (anch'essa conservata oggi nella Galleria nazionale di Parma) che Baldrighi realizza nel 1772 quando viene nominato professore presso l'Accademia di Belle Arti.
Il dipinto segue un gusto largamente in voga in Francia per quanto riguarda la ritrattistica, che oscilla, a seconda della destinazione, tra una “colloquiale ufficialità sorridente e una vena di più domestica affabilità". Condotto con sapienza tecnica e freschezza esecutiva, tutto è rappresentato con limpida oggettività, senza lasciare nessuno spazio alla fantasia. Il dipinto è considerato dalla critica come una delle opere di Baldrighi meglio riuscite. 

## Storia
Baldrighi, nominato primo pittore di corte nel 1756, dipinge per il duca Don Filippo la grande tela del Ritratto della Famiglia ducale. In questo periodo è collocato anche quest'opera, che l'artista deve aver eseguito per sé stesso. L'opera entrò in Galleria nel 1860, quando il collezionista Ferdinando Bozzotti decise di donarla alla galleria in cambio di una copia della Madonna di San Girolamo di Correggio, eseguita dal canonico Gaetano Tedeschi. 